# Aranyszárnyú molylepkefélék
Az aranyszárnyú molylepkefélék (Heliodinidae) a valódi lepkék (Glossata) alrendjébe tartozó Yponomeutoidea öregcsalád egyik családja.
Ebbe a családba különféle méretű, főleg trópusi molylepkék tartoznak. Európában mindössze egy fajuk él, és ez a faj hazánkban is honos.
Hernyója szövedékben él a tápnövény felületén (Mészáros, 2005).

## Rendszertani tagolásuk
A családot hatvannégy nemre bontják:
- Acanthocasis,
- Actinoscelis,
- Adamantoscelis,
- Aenicteria,
- Aetole,
- Agalmoscelis,
- Amphiclada,
- Anypoptus,
- Athlostola,
- Atrijuglans,
- Beijinga,
- Bonia,
- Camineutis,
- Capanica,
- Chrysoxestis,
- Coleopholas,
- Copocentra,
- Coracistis,
- Craterobathra,
- Crembalastis,
- Cyanarmostis,
- Cycloplasis,
- Diascepsis,
- Echinophrictis,
- Ecrectica,
- Embola,
- Encratora,
- Epicroesa,
- Ethirastis,
- Gnamptonoma,
- Gymnogelastis,
- Gymnomacha,
- Haemangela,
- Heliodines,
  - parajszövőmoly (Heliodines roesella L. 1758) – (Fazekas, 2001; Mészáros, 2005; Pastorális, 2011)
- Hemicalyptris,
- Hethmoscelis,
- Hierophanes,
- Lamachaera,
- Lamprolophus,
- Lamproteucha,
- Leuroscelis,
- Lissocarena,
- Lissocnemitis,
- Lithariapteryx,
- Lithotactis,
- Machaerocrates,
- Magorrhabda,
- Molybdurga,
- Percnarcha,
- Philocoristis,
- Placoptila,
- Protanystis,
- Pseudastasia,
- Pteropygme,
- Scelorthus,
- Sisyrotarsa,
- Sobareutis,
- Thrasydoxa,
- Thriambeutis,
- Trichothyrsa,
- Trychnopepla,
- Wygodzinskyiana,
- Xestocasis,
- Zapyrastra,